# Palazzina Brivio
La palazzina Brivio, spesso indicata anche come castello, è un edificio posto nel centro storico di Zivido, nel comune di San Giuliano Milanese.

## Storia
La palazzina venne costruita nel XVI secolo dalla famiglia Brivio sui resti di un precedente castello costruito dai Torriani e andato distrutto durante la cosiddetta «battaglia dei giganti» del 1515.

## Caratteristiche
L'edificio, che sorge nel centro del borgo di Zivido, ha pianta ad «L» rovesciata, con il lato lungo rivolto verso il giardino retrostante.
La facciata orientale, posta verso il borgo, ha un aspetto irregolare ed è dominata dalla torre, residuo del preesistente castello. La facciata occidentale, rivolta verso il giardino, conserva al piano terreno tracce di archi medievali a sesto acuto retti da colonne ottagonali in serizzo, e al primo piano una loggetta con decorazioni in cotto.
All'interno alcuni ambienti conservano una ricca decorazione ad affresco; fra di essi spicca il grande salone cinquecentesco al piano terreno.

### Fonti
- Relazione della Commissione incaricata di segnalare i monumenti di carattere storico ed artistico esistenti nel territorio dei comuni annessi nel 1923 alla Città di Milano, in Archivio Storico Lombardo, anno LII, parte 2ª, fascicoli III-IV, Milano, Giornale della Società Storica Lombarda, 1925,  pp. 464 ss, ISSN 0392-0232 (WC · ACNP).
- Giacomo Carlo Bascapè e Carlo Perogalli (a cura di), Castelli della pianura lombarda, testo di Carlo Perogalli, Milano, Electa, 1960,  p. 213, ISBN non esistente, SBN SBL0028400.
- Rotary club Milano-Melegnano (a cura di), L'arte nel territorio di Melegnano, introduzione di Carlo Perogalli, Milano, Nuove edizioni, 1977, ISBN non esistente, SBN SBL0161506.

### Testi di approfondimento
- Raffaele Bagnoli, Castelli del Milanese, in Il latte alimentare, n. 18, 1955.
- Raffaele Bagnoli, Passeggiate fuori porta, in La famiglia meneghina, n. 5, 1955.
- Santino Langé, Ville della provincia di Milano. Lombardia 4, Milano, SISAR, 1972, ISBN non esistente, SBN MIL0194097.